# 하비 골드스타인
하비 골드스타인(Harvey Goldstein, 1939년 10월 30일 ~ 2020년 4월 9일)은 영국의 통계학자이다. 다층 모형을 만드는 데에 기여하였다.
1977년부터 2005년까지 런던 대학교 교육연구대학원에서 통계학 교수를 하였다. 1996년 영국 학사원 펠로우를, 1997년 가이 메달을 받았다.
2020년 코로나19로 사망하였다.